# World Woman's Christian Temperance Union
De World Woman's Christian Temperance Union (WWCTU) is een actieve internationale matigingsbeweging die een van de eerste vrouwenorganisaties was die zich toelegde op sociale hervormingen met een programma dat "het religieuze en het seculiere verbindt door middel van gecoördineerde en verreikende hervormingsstrategieën op basis van toegepast christendom." De WWCTU komt voort uit de in 1873 opgerichte Amerikaanse tak, WCTU, die de wijziging van de Amerikaanse grondwet steunde die leidde tot de drooglegging in de VS.
In 1873 organiseerde vrouwen demonstraties in o.a. Fredonia (New York) en Hillsboro (Ohio) tegen drankmisbruik. Op een nationale conventie in Cleveland (Ohio) in 1874 werd de WCTU officieel opgericht..
Het opereerde op internationaal niveau en in de context van religie en hervorming, inclusief zendingswerk en vrouwenkiesrecht. Twee jaar na de oprichting sponsorde de Amerikaanse WCTU een internationale conferentie waarop de International Women's Christian Temperance Union werd opgericht als voorloper van de WWCTU. De World Woman's Christian Temperance Union werd opgericht in 1883 en werd de internationale tak van de organisatie, die nu afdelingen heeft in onder meer Australië, Canada, Duitsland, Finland, India, Japan, Nieuw-Zeeland, Noorwegen, Zuid-Korea, het Verenigd Koninkrijk en de Verenigde Staten.
The WWCTU organiseert een White Ribbon Recruit (WRR)-ceremonie, waarbij baby's een wit lint om hun pols gebonden krijgen, waarbij de volwassen beloven het kind te helpen een leven te leiden zonder alcohol en andere drugs. Het witte lint symboliseert reinheid. Leden dragen de lidmaatschapsspeld op het hart.
De WWCTU is een van de meest prominente voorbeelden van internationalisme, zoals blijkt uit de wereldwijde circulatie van het blad Union Signal, de internationale bijeenkomsten (conventies) die werden gehouden met als doel 'de aandacht van de wereld te vestigen op matigheid en vrouwenvragen' en de benoeming van "round-the-world missionarissen". Voorbeelden van invloedrijke internationale bijeenkomsten zijn die van 1893, die volgens de planning zou samenvallen met de Chicago World's Fair, de Conventie van Londen in 1895, de Conventie van 1897 in Toronto, en de Conventie van Glasgow in 1910.

## WWCTU Voorzitters[3]

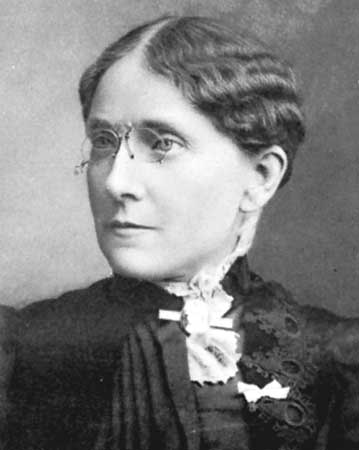
Frances Willard was voorzitter van 1891 tot 1898

- 1884 - 1890	Mrs Margaret Bright Lucas (Engeland)
- 1891 - 1898	Miss Frances E. Willard (U.S.A.)
- 1900 - 1905	Lady Henry Somerset (Engeland)
- 1906 - 1921	Rosalind, Countess of Carlisle (Engeland)
- 1922 - 1930 Miss Anna A. Gordon (U.S.A.)
- 1931 - 1946 Mrs. Ella A. Boole (U.S.A.)
- 1947 - 1958 Mrs. John Forrester-Paton (Schotland)
- 1959 - 1961 Miss Isabel McCorkindale, M.B.E. (Australië)
- 1962 - 1971	Mrs. T. Roy Jarrett (U.S.A.)
- 1971 - 1977	Mrs. H. Cecil Heath (Engeland)
- 1977 - 1986	Miss. M.K. Harry, M.B.E. (Australië)
- 1986 - 1992	Mrs. Brigadier Minnie Rawlins (Canada)
- 1992 - 2001	Dr. Gwendoline Stretton (Engeland)
- 2001 - 2004	Mrs. Margaret Jackson (Nieuw-Zeeland)
- 2004 - 2013	Miss Sarah Ward (U.S.A.)
- 2013 - heden Mrs. Margaret Ostenstad (Noorwegen)

## WWCTU conventies[3]
- 1891	Boston, U.S.A.
- 1893	Chicago, U.S.A.
- 1895	Londen, Engeland
- 1897	Toronto, Canada
- 1900	Edinburgh, Schotland
- 1903	Genève, Zwitserland
- 1906	Boston, U.S.A.
- 1910	Glasgow, Schotland
- 1913	Brookland, U.S.A.
- 1920	Londen, Engeland
- 1922	Philadelphia, U.S.A.
- 1925	Edinburgh, Schotland
- 1928	Lausanne, Zwitserland
- 1931	Toronto, Canada

- 1934	Stockholm, Zweden
- 1937	Washington D.C., U.S.A.
- 1947	Ashbury Park, U.S.A.
- 1950	Hastings, Engeland
- 1953	Vancouver, Canada
- 1956	Bremen, Duitsland
- 1959	Mexico City, Mexico
- 1962	Delhi, India
- 1965	Interlaken, Zwitserland
- 1968	Tokyo, Japan
- 1971	Chicago, U.S.A.
- 1974	Trondheim, Noorwegen
- 1977	Sydney, Australië
- 1980	Sheffield, Engeland

- 1983	Itasca, Chicago, U.S.A.
- 1986	Manila, Filipijnen
- 1989	Edmonton, Canada
- 1992	Gothenburg, Zweden
- 1995	Melbourne, Australië
- 1998	Seoul, Zuid-Korea
- 2001	Birmingham, Engeland
- 2004	Auckland, New Zealand
- 2007	Indianapolis, U.S.A.
- 2010	Stavanger, Norway
- 2013	Adelaide, Australië
- 2016	Ottawa, Canada
- 2019	Helsinki, Finland